# 草桥站 (江苏省)
草桥站位于江苏省新沂市草桥镇，是陇海铁路的一座废弃车站，原为四等站，由上海铁路局徐州机务段管辖。该站于1921年启用，1925年7月起办理客货运业务，2002年停办货运业务，2008年6月停办所有业务并封闭。